# NGC 7815
NGC 7815 је појединачна звезда у сазвежђу Пегаз која се налази на NGC листи објеката дубоког неба.
Деклинација објекта је + 20° 42' 11" а ректасцензија 0h 3m 24,9s. Привидна величина (магнитуда) објекта NGC 7815 износи 10,8 а фотографска магнитуда 14,4.